# Étienne Constantin de Gerlache
Étienne Constantin, Baron de Gerlache (26 de diciembre de 1785-10 de febrero de 1871) fue un abogado y político del Reino Unido de los Países Bajos. Posteriormente, en 1831, se convirtió en la primera persona en ocupar el cargo de Jefe del Gobierno del recién fundado Reino de Bélgica
Estudió derecho en París, y ejerció en la capital francesa durante unos pocos años. 
Se estableció definitivamente en Lieja tras la creación del Reino de los Países Bajos. Como miembro del parlamento de los Países Bajos, se convirtió en un enérgico integrante de la oposición, y, a través de su repudio a la política ultramontanista, apoyó la alianza de los extremistas católicos con el Partido Liberal, que allanó el camino de la revolución de 1830.
Cuando se produjo el estallido de disturbios en agosto de 1830, apoyaba a la Casa de Orange-Nassau y a la unión con los estados holandeses esenciales. Sin embargo, su opinión cambió, y, tras desempeñar una serie de cargos en el marco administrativo del gobierno provisional, fue nombrado presidente del congreso. Presentó la moción para que Leopoldo de Sajonia-Coburgo fuera nombrado Rey de los Belgas. En 1832 desempeñó el cargo de presidente de la Cámara de Representantes, y presidió durante 35 años el Tribunal de Apelación. 
Presidió los congresos católicos celebrados en Malinas entre 1863 y 1867. Es aquí cuando su ideología liberal experimenta una evolución hasta transformarse en una ideología conservadora. Pone de manifiesto sus principios ideológicos en su Essai sur le mouvement des partis en Belgique (Bruselas, 1852). Como escritor, su obra está muy marcada por sus prejuicios contra los holandeses y su férrea fe católica. 
Su Histoire des Pays-Bas depuis 1814 jusquen 1830 (Bruselas, 2 vols, 1839), que llegó a ser editada por cuarta vez en 1875, está marcada por su crítica a la dominación holandesa. Sus obras más importantes fueron Histoire de Liège (Bruselas, 1843) y Etudes sur Salluste et sur quelques-uns desprincipaux historiens de l'antiquite (Bruselas, 1847).
En 1831 fue elegido en Lieja para formar parte de la Cámara de Representantes de Bélgica, de la que fue presidente hasta 1832. Posteriormente ocupó el cargo de presidente de la Corte de casación (tribunal supremo), cargo que retuvo hasta 1867. 
Falleció el 10 de febrero de 1871 en Ixelles.